# Carl-Hugo Calander
Carl-Hugo Calander, född 14 september 1920 i Bromma, död 10 september 1982 i Malmö, var en svensk skådespelare.

## Biografi
Calander var son till skådespelarparet Hugo och Gerda Calander. Han tog studenten 1940 i Gävle och gick Dramatens elevskola 1941–1944. Calander kom till Malmö stadsteater 1947 och stannade där i tre år. År 1950 började han på Göteborgs stadsteater och var därefter vid Alléteatern och vid Folkteatern 1957–1964. Calander återvände till Malmö stadsteater 1964, där skulle han hösten 1982 ha medverkat i pjäsen Körsbärsträdgården.
Calander är gravsatt i minneslunden på Östra kyrkogården i Malmö.

## Filmografi
- 1944 – Kungajakt
- 1944 – Jag är eld och luft
- 1944 – Klockan på Rönneberga
- 1946 – Pengar - en tragikomisk saga
- 1949 – For frihed og ret
- 1954 – Herr Arnes penningar
- 1955 – Emma och hennes Karl
- 1965 – Arken
- 1967 – Första varningen
- 1973 – Jag och maffian
- 1974 – Karl XII (TV-film)

## Teater

### Roller (ej komplett)
| År   | Roll                                 | Produktion                                                                        | Regi                 | Teater                                 |
| ---- | ------------------------------------ | --------------------------------------------------------------------------------- | -------------------- | -------------------------------------- |
| 1947 |                                      | Bortom horisonten Eugene O'Neill                                                  | Stig Torsslow        | Malmö Stadsteater                      |
| 1948 |                                      | Kalifens son Axel Strindberg                                                      | Gösta Folke          | Malmö Stadsteater                      |
| 1948 |                                      | Lycko-Pers resa August Strindberg                                                 | Gösta Folke          | Malmö Stadsteater                      |
| 1948 |                                      | Drömmarnas berg Maxwell Anderson                                                  | Gösta Folke          | Malmö Stadsteater                      |
| 1951 | Marius                               | Det hände i Marseille Marcel Pagnol                                               | Erik Berglund        | Riksteatern                            |
| 1951 |                                      | Den kaukasiska kritcirkeln Bertolt Brecht                                         |                      | Göteborgs stadsteater, november 1951   |
| 1952 | Tesevs, hertig över Aten             | En midsommarnattsdröm William Shakespeare                                         |                      | Göteborgs stadsteater, 8 februari 1952 |
| 1958 | Michael James Flaherty, värdshusvärd | Hjälten på den gröna ön John Millington Synge                                     | Mats Johansson       | Folkteatern, Göteborg                  |
| 1958 | Bill Page                            | Turturduvans röst John van Druten                                                 | Lars Gerhard Norberg | Folkteatern, Göteborg                  |
| 1958 |                                      | Mannen, djuret och dygden Luigi Pirandello                                        | Gunnar Ekström       | Folkteatern, Göteborg                  |
| 1959 |                                      | Kapten Kid Tore Zetterholm                                                        | Mats Johansson       | Folkteatern, Göteborg                  |
| 1959 |                                      | Romans på slottet Staffan Tjerneld och Kai Normann Andersen                       | Jackie Söderman      | Folkteatern, Göteborg                  |
| 1963 |                                      | Mary, Mary Jean Kerr                                                              | Hans Bergström       | Folkteatern, Göteborg                  |
| 1963 |                                      | Hus med dubbel ingång Pedro Calderón de la Barca                                  | Kurt-Olof Sundström  | Folkteatern, Göteborg                  |
| 1965 |                                      | Karmelitersystrarna Georges Bernanos                                              | Andris Blekte        | Malmö stadsteater                      |
| 1965 |                                      | Djävulens följe (The Devils) John Whiting                                         | Lennart Olsson       | Malmö stadsteater                      |
| 1965 |                                      | Victor eller den lille avslöjaren (Victor ou les Enfants au pouvoir) Roger Vitrac | Sandro Malmquist     | Malmö stadsteater                      |
| 1966 |                                      | Aldrig i livet Jack Popplewell                                                    | Gösta Folke          | Malmö stadsteater                      |
| 1966 |                                      | Söndagshustrun Ted Willis                                                         | Åke Engfeldt         | Malmö stadsteater                      |
| 1968 |                                      | Man vet inte hur Luigi Pirandello                                                 | Richard Bark         | Malmö stadsteater                      |
| 1968 |                                      | Trojanskorna Euripides                                                            | Eva Sköld            | Malmö Stadsteater                      |
| 1973 |                                      | Leva loppan Georges Feydeau                                                       | Andris Blekte        | Malmö stadsteater                      |
| 1978 |                                      | Harvey Mary Chase                                                                 | Anders Bäckström     | Malmö stadsteater                      |
| 1978 |                                      | Det är väl mitt liv? (Whose Life Is It Anyway?) Brian Clark                       | Torsten Sjöholm      | Malmö stadsteater                      |
| 1979 |                                      | Klubbat! (Ten Times Table) Alan Ayckbourn                                         | Eva Sköld            | Malmö stadsteater                      |
| 1980 |                                      | Som ni behagar (As you Like it) William Shakespeare                               | Torsten Sjöholm      | Malmö stadsteater                      |

## Radioteater

### Roller
| År   | Roll                             | Produktion                              | Regi           |
| ---- | -------------------------------- | --------------------------------------- | -------------- |
| 1965 | Arne Brandt, kriminalkommissarie | Den försvunne disponenten Folke Mellvig | Lennart Olsson |
| 1967 | Verkstadsägare Curt Sjöberg      | Efter fem år Folke Mellvig              | Lennart Olsson |

### Fotnoter
1. ↑  ”Carl-Hugo Calander”. Svensk Filmdatabas. http://www.sfi.se/sv/svensk-filmdatabas/Item/?type=PERSON&itemid=59330&ref=%2ftemplates%2fSwedishFilmSearchResult.aspx%3fid%3d1225%26epslanguage%3dsv%26searchword%3dCarl-Hugo+Calander%26type%3dPerson%26match%3dBegin%26page%3d1%26prom%3dFalse. Läst 19 februari 2013.
2. ↑  Dagens Nyheter, 30 september 1976, sid. 31
3. ↑  Svenska Dagbladet, 18 september 1982, sid. 18
4. ↑  SvenskaGravar
5. ↑  Age (30 maj 1951). ”Tre regissörer i samma pjäs”. Dagens Nyheter:  s. 32. http://arkivet.dn.se/tidning/1951-05-30/142/32. Läst 15 mars 2017.
6. ↑  ”Hjälten på den gröna ön, 1958 :: föreställning”. Göteborgs stadsmuseum. https://samlingar.goteborgsstadsmuseum.se/carlotta/web/object/735759. Läst 8 december 2021.
7. ↑  Ebbe Linde (24 augusti 1958). ”'Turturduvans röst' i Göteborg”. Dagens Nyheter:  s. 24. https://arkivet.dn.se/tidning/1958-08-24/228/24. Läst 8 juni 2018.
8. ↑  ”Teaternotis”. Dagens Nyheter:  s. 18. 24 oktober 1958. https://arkivet.dn.se/tidning/1958-10-24/289/18. Läst 8 juni 2018.
9. ↑  S B-l (5 februari 1959). ”Tore Zetterholms 'Kapten Kid' på Folkteatern i Göteborg”. Dagens Nyheter:  s. 12. https://arkivet.dn.se/tidning/1959-02-05/34/12. Läst 9 juni 2018.
10. ↑  ”Operett på Folkteatern”. Dagens Nyheter:  s. 17. 25 april 1959. https://arkivet.dn.se/tidning/1959-04-25/111/17. Läst 9 juni 2018.
11. ↑  ”Mary i Göteborg”. Dagens Nyheter:  s. 16. 5 september 1963. https://arkivet.dn.se/tidning/1963-09-05/241/16. Läst 28 maj 2018.
12. ↑  ”Tidningsnotis”. Dagens Nyheter:  s. 16. 26 november 1963. https://arkivet.dn.se/tidning/1963-11-26/322/16. Läst 28 maj 2018.
13. ↑  Ruth Halldén (27 augusti 1978). ”Tandlös mumie”. Dagens Nyheter:  s. 12. https://arkivet.dn.se/tidning/1978-08-27/231/12. Läst 13 februari 2022.
14. ↑  Ruth Halldén (15 oktober 1979). ”Välspelad råttgrå humor”. Dagens Nyheter:  s. 22. https://arkivet.dn.se/tidning/1979-10-15/280/22. Läst 13 februari 2022.
15. ↑  ”Radioprogrammet”. Dagens Nyheter:  s. 39. 22 maj 1965. https://arkivet.dn.se/tidning/1965-05-22/137/39. Läst 19 december 2021.
16. ↑  ”Radioprogrammet”. Dagens Nyheter:  s. 39. 20 maj 1967. https://arkivet.dn.se/tidning/1967-05-20/133/39. Läst 19 december 2021.